# Митровица, Реджеп бей
Реджеп бей Митровица (алб. Rexhep bej Mitrovicari; 15 января 1888, Косовска-Митровица, Османская империя — 21 мая 1967, Анкара, Турция) — албанский политический, государственный и общественный деятель. Премьер-министр Албании в 1943—1944 годах в период немецкой оккупации Албании, журналист.

## Биография
Родился в богатой мусульманской семьи в Косово. С молодости участвовал в албанском национальном движении в Скопье. В 1908 году — один из организаторов съезда албанского национального движения в Битоле. Один из подписантов Декларации независимости Албании, объявленной 28 ноября 1912 года во Влёре.
С 1914 года в Вене изучал педагогику. Член Комитета «Национальная оборона Косово» в 1919 году. Участник делегации на Парижской мирной конференции, в качестве представителя Комитета Дурреса по Центральной Албании.
В 1921 году был избран депутатом от Косово в первом албанском парламенте, в последующем, несколько раз занимал пост министра образования. В 1923 году стал заместителем министра внутренних дел Албании.
После прихода к власти Ахмеда Зогу в 1926 году был заключен в тюрьму за участие в заговоре против Зогу. В 1927 году был помилован и эмигрировал.
В изгнании стал одним из основателей албанской националистической и антикоммунистической организации «Балли Комбетар» (Национальный фронт).
Вернулся в страну в апреле 1939 года после Итальянской оккупации Албании. Стал членом Государственного совета. Был одним из соучредителей Второй призренской лиги (коллаборационистской организации косовских албанцев во время Второй мировой войны). Был избран председателем ЦК Лиги.
С 5 ноября 1943 по 14 июля 1944 года — занимал кресло премьер-министра Албании. Уйдя в отставку, покинул страну и через Австрию и Италию прибыл во Францию, где написал книгу «Воспоминаний». Позже снова жил в Стамбуле, где был лидером группы албанских эмигрантов.
Автор меморандумов, информирующих международное сообщество о положении албанцев в Косово при Тито и в Албании при диктатуре Энвере Ходжа.